# Leone Leoni (compositeur)
Leone Leoni, né à Vérone vers 1560 et mort à Vicence le 24 juin 1627, est un compositeur d'Italie du Nord, maître de chapelle à la cathédrale de Vicence à partir de 1588. Il remplace à ce poste son maître Giammateo Asola, parti pour Venise. Il a contribué à l'anthologie Psalmodia vespertina dédiée à Palestrina par Asola, et publiée à Venise.  Il est reçu comme membre de l'Accademia Olimpica de Vicence entre 1609 et 1612. À sa mort, Amedeo Freddi, également élève d'Asola, le remplace comme maître de chapelle. Ludovico Balbi a peut-être été l'un des élèves de Leoni. 
Leoni est l'auteur de nombreux motets pour chœur, certains en plusieurs parties, avec accompagnement instrumental, publiés en plusieurs livres sous le titre Sacri fiori, à Venise : Primo Libro (1606), Secondo Libro (1612), dédié au cardinal Madrucci, prince de Trente, Quarto Libro (1622), dédié à son élève Alba Trissina, religieuse au couvent d'Araceli, à Vicence). Il a également composé des messes, des psaumes, des magnificats et d'autres œuvres liturgiques, dont certaines ont été publiées dans son recueil Cantici sacri (1608), ainsi que des madrigaux sacrés et profanes.